# Vertragsstaatenkonferenz

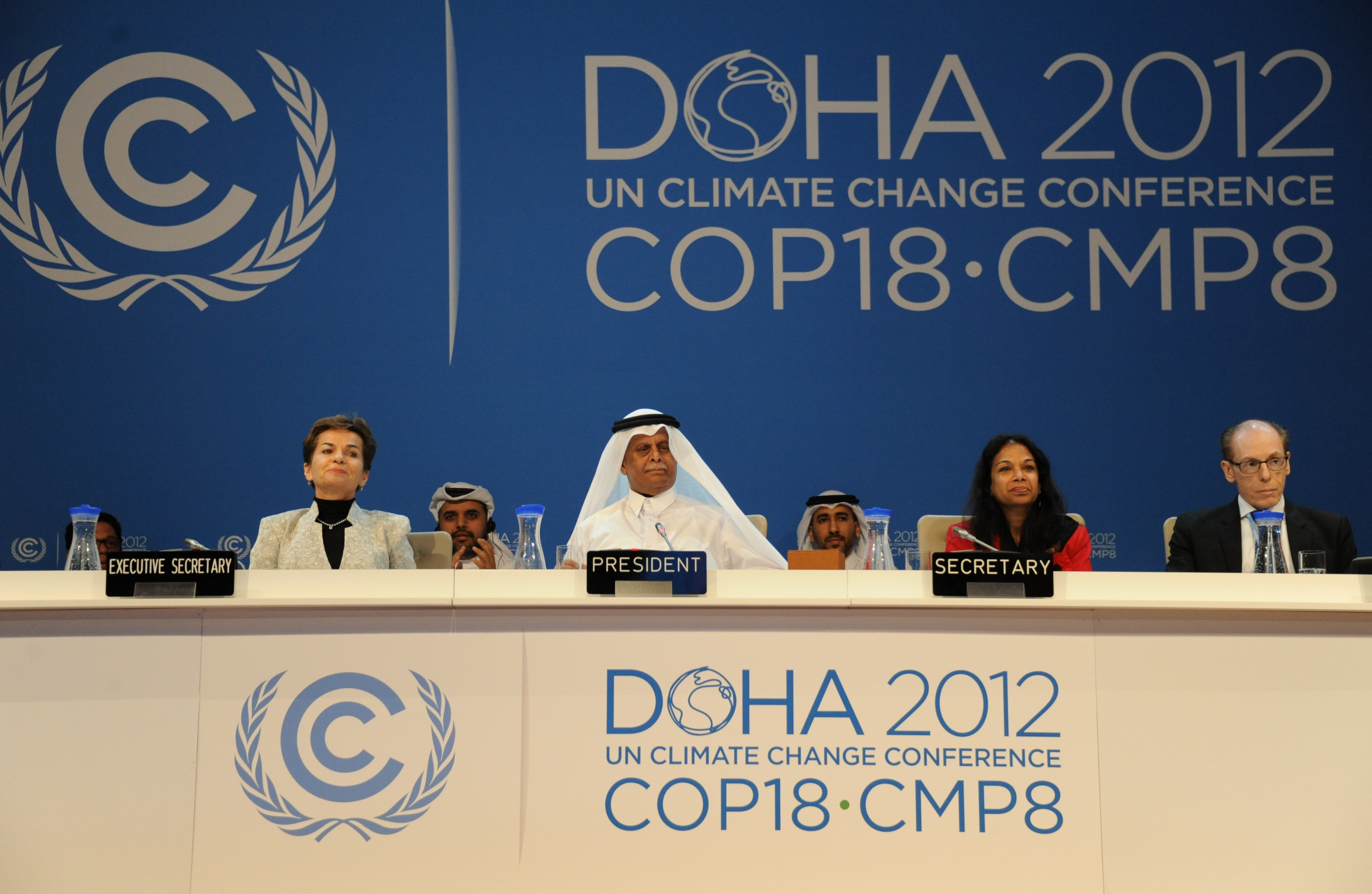
UN-Klimakonferenz in Doha 2012

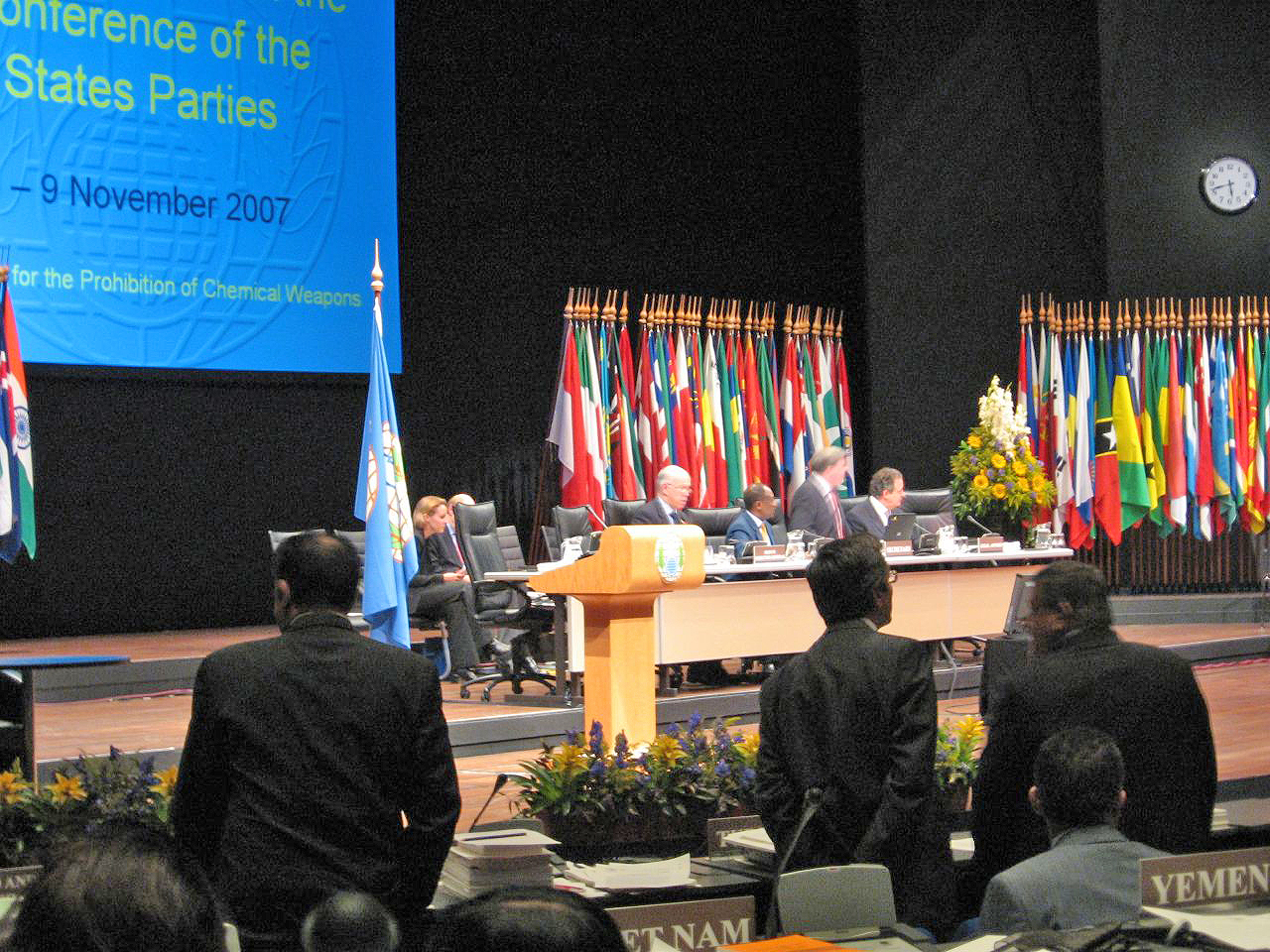
Vertragsstaatenkonferenz der Chemiewaffenkonvention im Jahr 2007

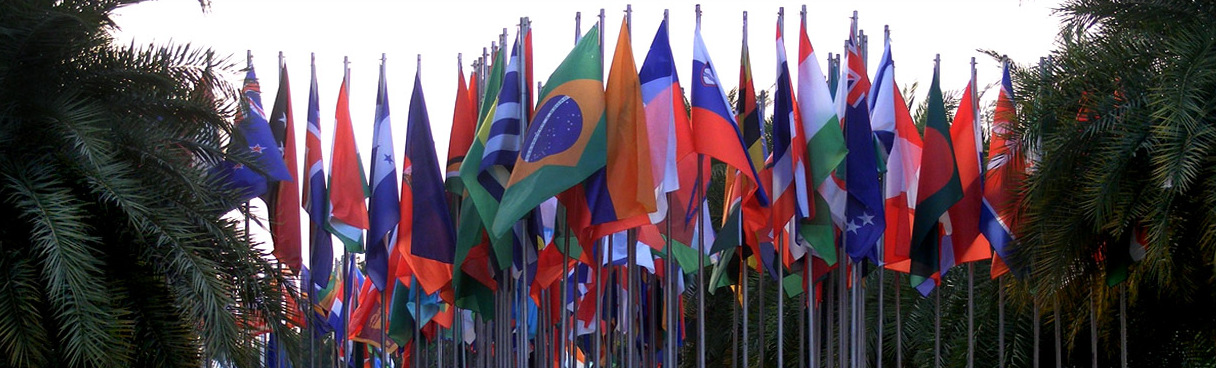
Flaggen der Teilnehmerstaaten an einer Vertragsstaatenkonferenz des Übereinkommen über die biologische Vielfalt

Eine Vertragsstaatenkonferenz oder Vertragsparteienkonferenz (englisch Conference of the Parties, COP; französisch Conférence des Parties, CP) ist im Völkerrecht das höchste Gremium einer internationalen Konvention (Abkommen, [völkerrechtlicher] Vertrag) bzw. eines Übereinkommens, wie etwa unter der Schirmherrschaft der UNO oder der WHO. Alle Vertragsstaaten sind jeweils zur Teilnahme eingeladen.
Internationale Konventionen bzw. Übereinkommen mit einer meist jährlich oder zweijährlich stattfindenden Vertragsstaatenkonferenz sind beispielsweise:
- Klimarahmenkonvention der Vereinten Nationen[1]
- UN-Klimakonferenz[2]
- Übereinkommen der Vereinten Nationen zur Bekämpfung der Wüstenbildung
- Übereinkommen der Vereinten Nationen gegen Korruption
- Übereinkommen zur Erhaltung wandernder wild lebender Tierarten
- Washingtoner Artenschutzübereinkommen
- Übereinkommen über die biologische Vielfalt
- Ramsar-Konvention
- Basler Übereinkommen
- Rotterdamer Übereinkommen
- Stockholmer Übereinkommen
- Vertrag über die Nichtverbreitung von Kernwaffen
- Chemiewaffenkonvention
- Kyoto-Protokoll
- Rahmenübereinkommen der WHO zur Eindämmung des Tabakgebrauchs
- Wiener Übereinkommen zum Schutz der Ozonschicht und das dieses Übereinkommen konkretisierende Montreal-Protokoll